# Avishai Dekel

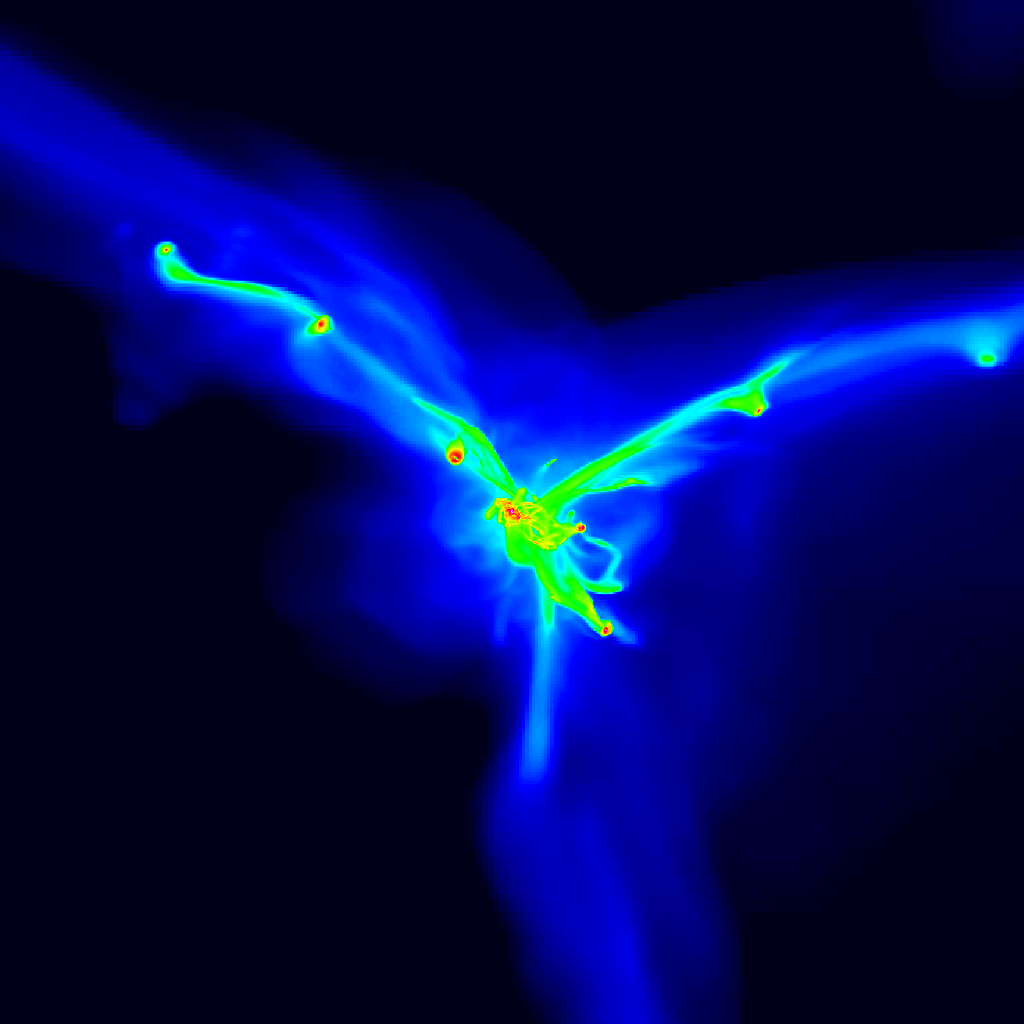
Flussi freddi dalla rete cosmica che alimentano una galassia nell'universo primordiale, sulla base di una simulazione al computer idro-cosmologica (Dekel et al., 2011) L'immagine mostra la densità del gas, che si estende a mezzo milione di anni luce, quando l'Universo aveva 3 miliardi di anni.

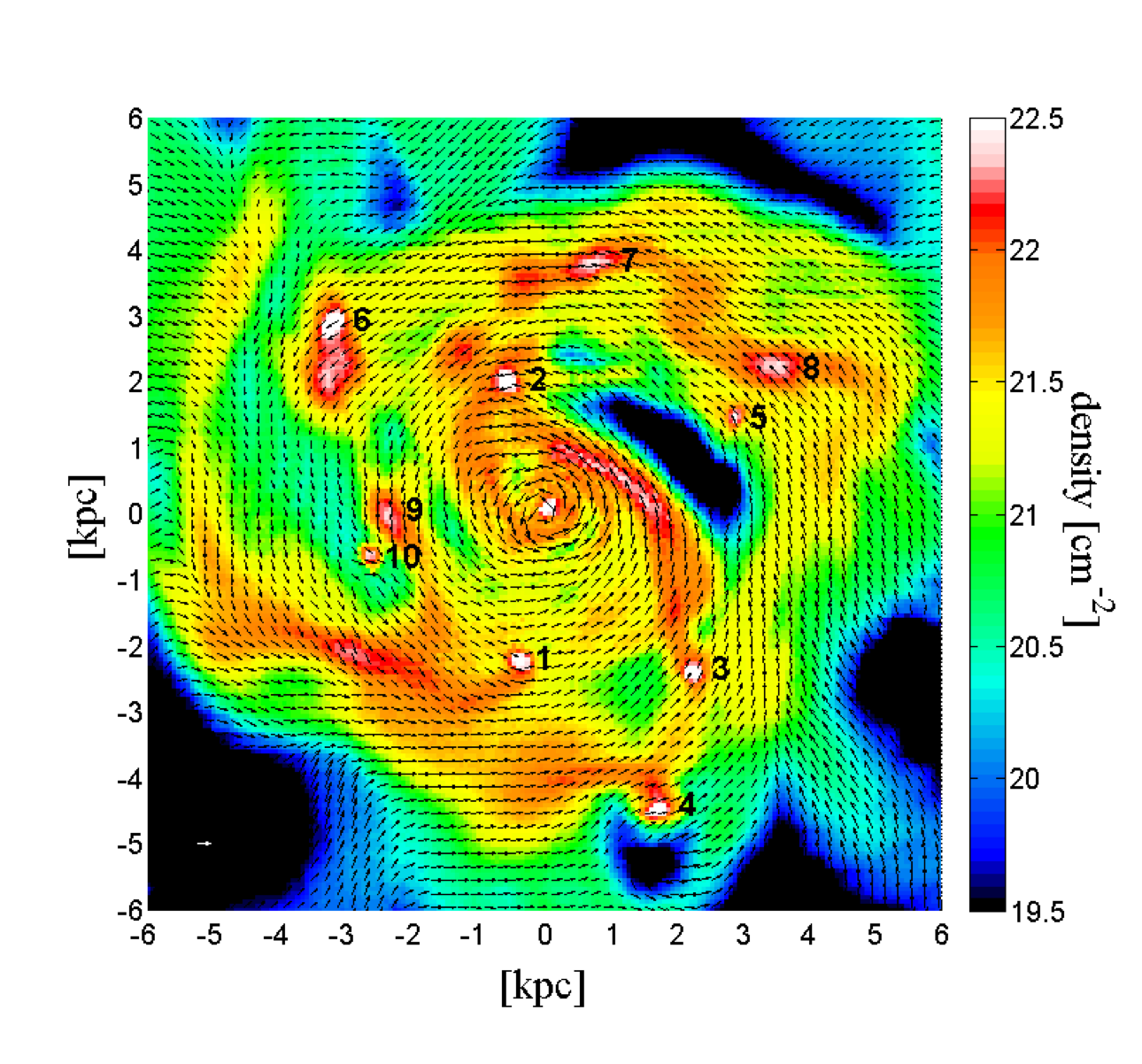
Violenta instabilità gravitazionale in una galassia a disco nell'universo primordiale, basata su una simulazione di fluidodinamica al computer (Dekel et al., 2011) L'immagine della densità del gas mostra che il disco è frammentato in ammassi giganti dove si formano le stelle. Il raggio del disco è di 30.000 anni luce.

Avishai Dekel (in ebraico אבישי דקל; Gerusalemme, 13 gennaio 1951) è un astrofisico israeliano, professore ordinario di fisica presso l'Università Ebraica di Gerusalemme, in Israele. Detentore della cattedra Andre Aisenstadt di fisica teorica, i principali interessi di ricerca di Dekel sono l'astrofisica e la cosmologia.

## Carriera accademica
Dekel ha conseguito il dottorato di ricerca all'Università Ebraica di Gerusalemme nel 1980, ed è stato ricercatore al Caltech e assistente professore alla Università di Yale prima di entrare a far parte della facoltà della Hebrew University nel 1986.
Ha servito come capo del Racah Institute of Physics (1997-2001), decano dell'Autorità per la comunità e la gioventù presso l'Università Ebraica (2005-2011) e presidente della Israel Physical Society (2008-11) . Ha diretto il comitato informatico dell'università, è stato membro del comitato esecutivo del consiglio di amministrazione e membro del comitato permanente dell'Università Ebraica.
Dekel ha ricevuto una Visiting Miller Professorship alla UC Berkeley, una Cattedra di Ricerca Blaise Pascal dall'École Normale Supérieure di Parigi (2004-2006) e una Lagrange fellowship allo IAP Paris (2015-16). È stato eletto membro della Israel Physical Society (2019) e ha ricevuto il Premio Landau per le Arti e le Scienze (2020).
Dekel è noto per i suoi contributi alla ricerca in cosmologia, in particolare per lo studio della formazione delle galassie e della struttura su larga scala nell'Universo, che è dominato dall'energia oscura e dalla materia oscura. La sua esperienza riguarda le galassie nane e il feedback delle supernove (1986, 2003), i flussi cosmici su larga scala e le prime stime dei parametri cosmologici fondamentali (1989-2001), la struttura degli aloni galattici di materia oscura (2000-2003) e la teoria della formazione delle galassie (2003-2012).
La sua ricerca si concentra sulla formazione delle galassie nella sua fase più attiva all'inizio dell'universo, utilizzando modelli analitici e simulazioni al computer. Studia come flussi continui di gas freddo e galassie che si fondono dalla rete cosmica portino a dischi di formazione stellare e determinino una violenta instabilità del disco gravitazionale, e come questa instabilità porti alla formazione di componenti galattici sferoidali compatti con buchi neri massicci al centro.
Dekel è l'astrofisico più citato in Israele, con più di 45 000 citazioni e un indice H di 108.